# Héctor Luis Morales Sánchez
Héctor Luis Morales Sánchez (ur. 12 września 1954 w Tamuin) – meksykański duchowny rzymskokatolicki, od 2011 biskup Netzahualcóyotl.

## Życiorys
Święcenia kapłańskie otrzymał 17 stycznia 1979 i został inkardynowany do diecezji Ciudad Valles. Był m.in. rektorem diecezjalnego seminarium, kanclerzem kurii, wikariuszem biskupim ds. duszpasterskich oraz wikariuszem generalnym diecezji. W latach 2000–2002 zarządzał diecezją jako administrator.
15 października 2005 został prekonizowany prałatem terytorialnym Huautla. Sakry biskupiej udzielił mu 17 stycznia 2006 abp José Luis Chávez Botello.
7 stycznia 2011 został mianowany biskupem Netzahualcóyotl.